# Dea Matrona

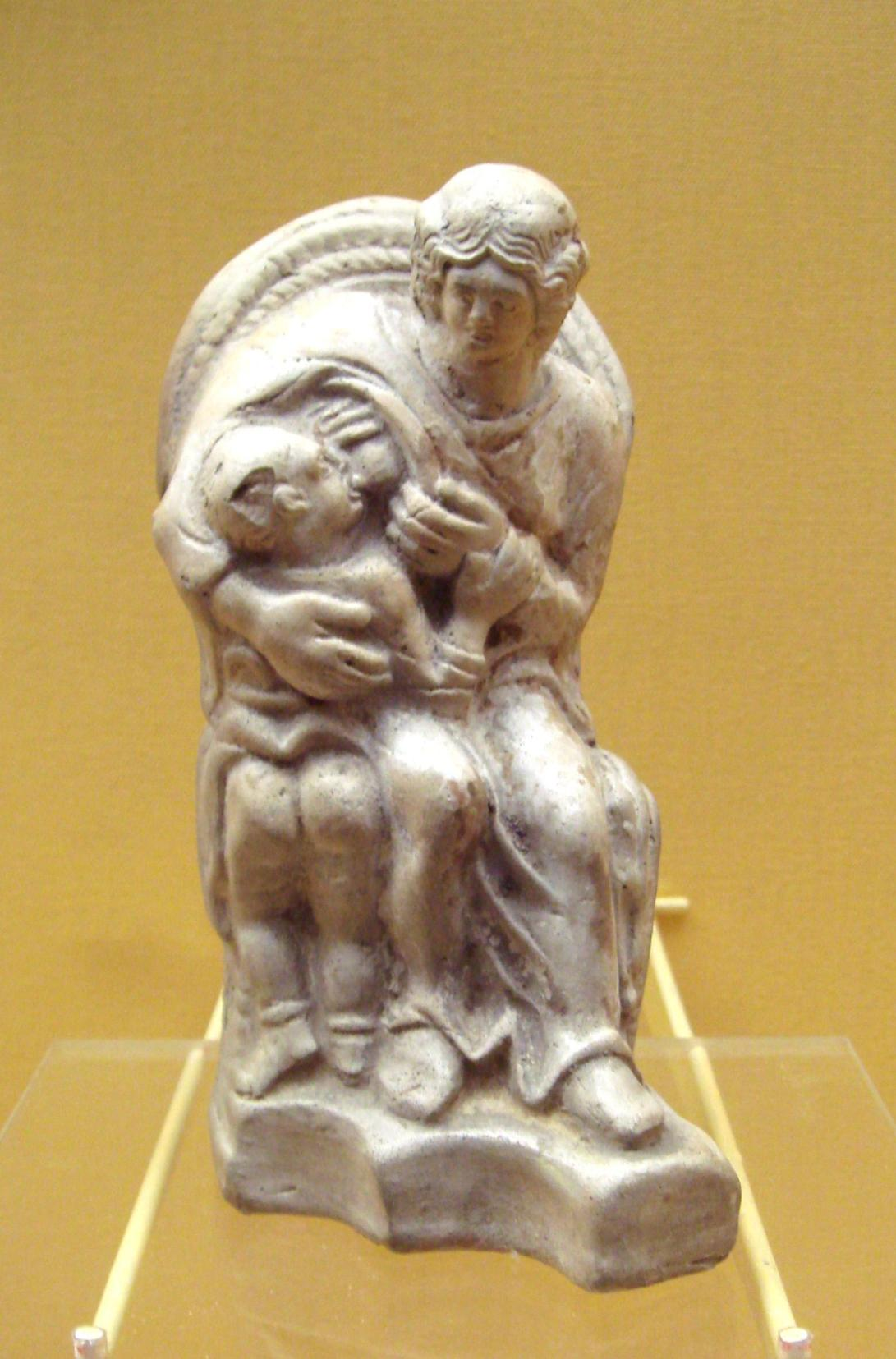
Escultura en pedra de la deessa Matrona

A la mitologia celta o gal·la, la Dea Matrona ("deessa mare") és la deessa que dona el seu nom al riu Marne (antic riu Matrŏna) un dels afluents del Sena i un dels rius més llargs de l'antiga Gàl·lia. El teònim Mātr-damunt-ā, en llengua gal·la, significa "gran mare". Per aquest motiu, la deessa del Marne o Matrona ha estat interpretada com una deessa mare.
Moltes imatges religioses gal·les, incloent-hi les senzilles figuretes de terracota produïdes en sèrie per a ser utilitzades als templets dintre de les cases, descriuen deesses mare nodrint criatures o sostenint fruites, altres menjars, o petits gossets. També són representades a les làpides. A moltes zones, aquesta Matronae va ser representada en tríades o grups de tres, encara que de vegades només n'apareixen dues, ben presents a tota l'Europa del nord.
Es creu que el nom de la figura mitològica gal·lesa Modron, deessa mare del déu Mabon, deriva de Matrona. Per analogia, la Dea Matrona pot haver estat concebuda pels antics gals com la mare del déu Maponos.
Pel fet que el riu Marne travessa la Xampanya i banya les ribes de la vila de Châlons-en-Champagne, hi ha la possibilitat que aquesta deessa fos important pel poble dels gals catalauns. Segons el Res Gestae (al llibre XV, paràgraf XI)', de l'historiador i militar romà Ammià Marcel·lí (IV dC), els gals catelauni i els remi habitaven aquesta zona del Marne, a la Belgica Secunda.